# Stig Munthe-Sandberg
Stig Nils Hakon Munthe-Sandberg, född 4 augusti 1903 i Stockholm, död 8 april 1950 i Djursholm, var en svensk målare och tecknare. 
Stig Munthe–Sandberg var son till musikdirektören Oscar Theodor Sandberg och violinisten Julia Hilma Sophia Munthe. Han studerade vid Althins målarskola 1920 och Tekniska skolan 1921–1924 och var 1924–1938 anställd vid Tekniska skolan som lärare i figurteckning. Samtidigt studerade han vid Konstakademien 1924–1927. 1925–1931 var han flitigt verksam som tidningstecknare och illustratör i Svenska Dagbladet och veckopressen. Från 1946 var han facklärare i figurteckning vid Konstfackskolans högre konstindustriella avdelning. Han arbetade till en början helst med teckningar i svartkrita och pastell, men arbetade senare även med oljemålning och litografi. Han hämtade i hög grad inspiration från franska mästare som Edgar Degas och Henri de Toulouse-Lautrec. Han illustrerade bland annat Hjalmar Bergmans Lotten Brenners ferier 1928.
Han var från 1936 gift med Greta Falk-Simon och far till Hans Munthe-Sandberg och Torbjörn Munthe-Sandberg. Han studerade under studieresor till bland annat Tyskland, Italien, Frankrike och England. Han var en av de svenska deltagarna vid konsttävlingarna vid Olympiska spelen i Berlin 1936. Separat ställde han bland annat ut på Galerie Moderne i Stockholm 1936, Göteborgs konsthall 1938 och tillsammans med Jurgen von Konow ställde han ut på Lorensbergs konstsalong 1949 en minnesutställning med hans konst visades på Göteborgs konsthall 1953. Hans konst består av figurkompositioner, cirkus- och teatermotiv, samt landskap. Munthe-Sandberg finns representerad vid Moderna museet i Stockholm, Leksands museum och Riksidrottsförbundet. Han är begravd på Norra begravningsplatsen utanför Stockholm.